# 日本マンガ学会
日本マンガ学会（にほんまんががっかい、英称: Japan Society for Studies in Cartoons and Comics）は、漫画研究の推進および会員相互の交流を図ることを目的とされた学会である。
2001年設立。学会主催の大会や部会を開き、学会誌『マンガ研究』や、会員向けの『ニューズレター』を発行している。また、学会ウェブサイトにて漫画のデータベースを公開している。
当初事務局は京都国際マンガミュージアム内にあったが
2019年3月より明治大学中野キャンパス内に移転を経て、
2024年1月より熊本大学文学部附属 国際マンガ学教育研究センター内に移転した。

## 歴代会長
1. 中尾ハジメ（当時、京都精華大学表現研究機構（文字文明、マンガ文化、映像メディアの３研究所で構成）の初代機構長）
2. 呉智英（評論家）
3. 小野耕世（映画評論家、海外コミック研究家）
4. 竹宮惠子（漫画家、京都精華大学元学長）
5. 菅谷充（漫画家、漫画原作者、小説家）

## 主な会員
- 長谷邦夫（故人）（漫画家、漫画評論家、日本マンガ学会元理事）
- 藤本由香里（元編集者、評論家、明治大学国際日本学部教授、日本マンガ学会理事）
- 夏目房之介（漫画エッセイスト、一般会員）
- 米沢嘉博（故人）（漫画研究者、コミケット代表、日本漫画学会元理事）
- 内記稔夫（故人）（漫画蒐集家、日本マンガ学会元理事、現代マンガ図書館の設立者）
- 清水勲（故人）（漫画研究者、一般会員）
- 竹内オサム（漫画研究者、一般会員）
- 吉村和真（京都精華大学准教授、日本マンガ学会理事）
- 秋田孝宏（マンガ研究者、日本マンガ学会理事）
- 大城房美（アメリカ文学・少女マンガ研究者、筑紫女学園大学准教授、日本マンガ学会理事）
- 岡部拓哉（新聞漫画研究者、日本マンガ学会理事）
- 表智之（北九州市漫画ミュージアム学芸員、日本マンガ学会理事）
- 雑賀忠宏（マンガ研究者、京都精華大学国際マンガ研究センター研究員、日本マンガ学会理事）
- 笹本純（ビジュアル デザイン画像表現論・絵本・マンガ研究者、筑波大学教授、日本マンガ学会理事）
- ジャクリーヌ・ベルント（漫画研究者、京都精華大学マンガ学部教授、日本マンガ学会理事）
- 宮本大人（漫画史研究者、明治大学国際日本学部教員、日本マンガ学会理事）
- 村上知彦（漫画評論家、編集者、日本マンガ学会理事）
- ヤマダトモコ（マンガ研究者、日本マンガ学会理事）
- 日高利泰（マンガ研究者、日本マンガ学会理事）
- 竹内美帆（マンガ研究者、日本マンガ学会理事）